# 抗噪耳機
抗噪耳機，亦稱為主動式抗噪耳機或降噪耳機，為藉由主動噪音控制機制（ANC）可消除周遭令人不快之聲音（亦即噪音）的耳機。原理為使用一個以上靠近耳朵之麥克風接收外界噪音，並以電子電路產生和噪音音波相位相反之訊號。當此反相訊號產生時，破壞性干涉消除了佩戴耳機者本來所能聽到之外界噪音。相對於主動式抗噪耳機，強調隔音機制之耳機稱之為被動式抗噪耳機或隔噪耳機，然而機制和主動式完全不同，主要目的為隔絕防止噪音進入耳道。
抗噪機制使人不提高過多音量即可享受音樂。也可不放音樂只是使用降噪功能，幫助飛機或列車之乘客睡眠。
抗噪耳機通常使用靜音機（ANC）消除低頻噪音，以主動方式消除高頻噪音效果不佳。所以高頻噪音仍然得依靠傳統隔音機制（即被動抗噪），同時這也可簡化複雜的電子電路裝置。真正要完全消除高頻噪音，感應器和麥克風必須置放於聽者鼓膜旁，故技術上來說不可行。

## 外部連結
- New York Times review of noise cancelling headphones （页面存档备份，存于）
- Times UK review of noise cancelling headphones
- Stuff-Review primer on active noise cancelling vs. passive sound isolating headphones （页面存档备份，存于）